# Tughluq Khan
Tughluq Khan, död 1389, var regerande sultan av Delhi mellan 1388 och 1389.